# 永犬丸西町
永犬丸西町（えいのまるにしまち）は福岡県北九州市八幡西区の地名。永犬丸西町一丁目から四丁目の町がある。住居表示実施済み。郵便番号は807-0852。

## 地理
八幡西区の中部西端に位置し、西に大字永犬丸、北西に鷹見台、北から北東に永犬丸、東に三ケ森、南東に永犬丸南町と接する。また、南から南西に中間市と接する。

## 地域の特徴
町域の南西縁に沿って県道48号中間引野線が走り、南端に永犬丸トンネルがある。閑静な住宅街で、三丁目の南側から四丁目にかけては上り勾配となっている。

二丁目に市営永犬丸西町団地、三丁目に切塞北年長者いこいの家、四丁目に永犬丸西小学校がある。

## 歴史
住居表示実施前までは地区によって永犬丸西町、丸ケ谷団地、西町団地と呼ばれていた。丸ケ谷は大字永犬丸の字であり、弥生時代住宅跡、古墳時代須恵窯跡、古代製鉄炉跡などが発見されている。また、かつてこの辺りには切塞という字が存在しており、今も公園にその名を残している。
なお、永犬丸トンネルが1990年に供用開始されるまでは、隣にあった中間隧道によって中間市と繋がっていた。

### 沿革
- 1978年（昭和53年）6月1日 - 永犬丸西町一丁目 - 四丁目新設[6][7]。

### 町名の変遷
| 実施内容          | 実施年月日               | 実施後           | 実施前           |
| ----------------- | ------------------------ | ---------------- | ---------------- |
| 町名新設 住居表示 | 1978年（昭和53年）6月1日 | 永犬丸西町一丁目 | 大字永犬丸の一部 |
| 町名新設 住居表示 | 1978年（昭和53年）6月1日 | 永犬丸西町二丁目 | 大字永犬丸の一部 |
| 町名新設 住居表示 | 1978年（昭和53年）6月1日 | 永犬丸西町三丁目 | 大字永犬丸の一部 |
| 町名新設 住居表示 | 1978年（昭和53年）6月1日 | 永犬丸西町四丁目 | 大字永犬丸の一部 |

## 世帯数と人口
2025年（令和7年）3月31日現在（北九州市発表）の世帯数と人口は以下の通りである。
| 町               | 世帯数  | 人口    |
| ---------------- | ------- | ------- |
| 永犬丸西町一丁目 | 184世帯 | 407人   |
| 永犬丸西町二丁目 | 216世帯 | 456人   |
| 永犬丸西町三丁目 | 260世帯 | 561人   |
| 永犬丸西町四丁目 | 247世帯 | 554人   |
| 計               | 907世帯 | 1,978人 |

### 人口の変遷
国勢調査による人口の推移。
| 1995年（平成7年）  | 2,343人 | [ 8 ]  |  |
| 2000年（平成12年） | 2,249人 | [ 9 ]  |  |
| 2005年（平成17年） | 2,153人 | [ 10 ] |  |
| 2010年（平成22年） | 2,029人 | [ 11 ] |  |
| 2015年（平成27年） | 1,955人 | [ 12 ] |  |
| 2020年（令和2年）  | 1,876人 | [ 13 ] |  |

### 世帯数の変遷
国勢調査による世帯数の推移。
| 1995年（平成7年）  | 848世帯 | [ 8 ]  |  |
| 2000年（平成12年） | 854世帯 | [ 9 ]  |  |
| 2005年（平成17年） | 845世帯 | [ 10 ] |  |
| 2010年（平成22年） | 832世帯 | [ 11 ] |  |
| 2015年（平成27年） | 808世帯 | [ 12 ] |  |
| 2020年（令和2年）  | 786世帯 | [ 13 ] |  |

## 学区
市立小・中学校に通う場合、学区は以下の通りとなる。
| 町               | 街区 | 小学校                   | 中学校                 |
| ---------------- | ---- | ------------------------ | ---------------------- |
| 永犬丸西町一丁目 | 全域 | 北九州市立永犬丸西小学校 | 北九州市立永犬丸中学校 |
| 永犬丸西町二丁目 | 全域 | 北九州市立永犬丸西小学校 | 北九州市立永犬丸中学校 |
| 永犬丸西町三丁目 | 全域 | 北九州市立永犬丸西小学校 | 北九州市立永犬丸中学校 |
| 永犬丸西町四丁目 | 全域 | 北九州市立永犬丸西小学校 | 北九州市立永犬丸中学校 |

## 交通

### バス
域内のバス停と系統は以下のとおりである。
| 運行事業者 | 運行事業者         | 西鉄バス北九州 | 西鉄バス北九州 |
| 系統       | 系統               | 74             | 74-1           |
| 停留所     | 永犬丸西小学校入口 | ○              | ○              |
| 停留所     | 永犬丸西三丁目     | ○              | ○              |
| 停留所     | トンネル口         | ○              | ○              |

### 道路
- 県道48号中間引野線

## 施設

### 公共施設
- 北九州市立永犬丸西市民センター
- 永犬丸西町集会所

### 教育施設
- 北九州市立永犬丸西小学校

### 公営住宅
- 市営永犬丸西町団地

### 社会福祉施設
切塞北年長者いこいの家

### 公園
- 永犬丸西町1丁目公園
- 切塞北公園
- 切塞中公園
- 切塞南公園
- 西町公園
- 西町北公園
- 西町南公園